# Die faire Milch

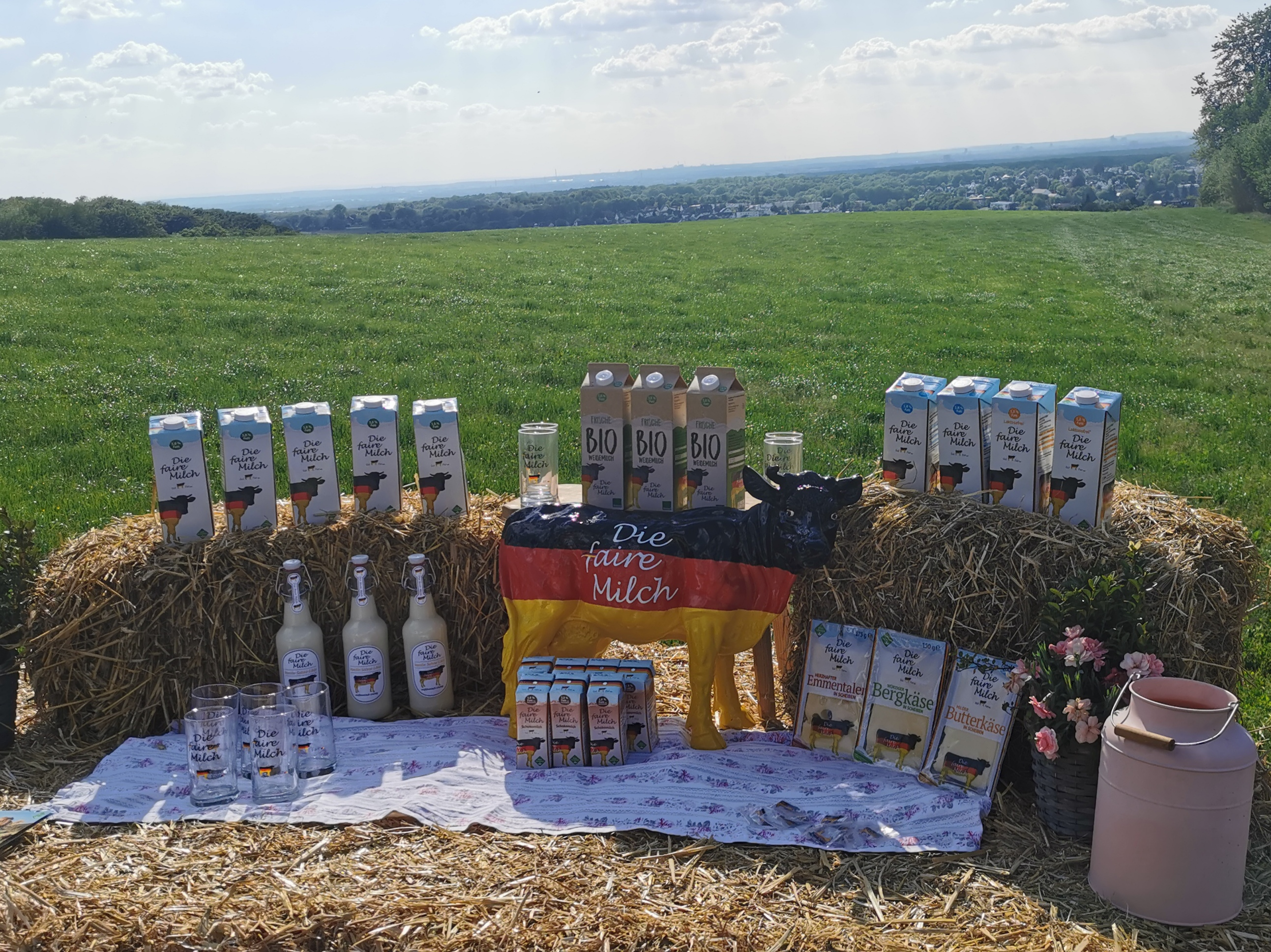
Produktauswahl

Die faire Milch ist ein europaweites Projekt unter dem Dach des European Milk Boards (EMB). Das EMB vergibt Lizenzen für das Programm an die nationalen Teilnehmerländer. Gesellschafter in Deutschland ist der Bundesverband Deutscher Milchviehhalter (BDM). Ab 2010 wurde eine entsprechende Produktmarke in den Handel gebracht. Seit Ende 2012 ist in Deutschland die DFM Vermarktungs GmbH aus Grefrath Markeninhaber der fairen Milch.
Die faire Milch ist ein Gemeinschaftsprojekt deutscher Milchbauern, in dem bei der Milchproduktion bestimmte Standards – etwa der Verzicht auf Gentechnik und Soja-Futtermittel aus der Dritten Welt – eingehalten werden sollen und zugleich kostendeckende Preise für die beteiligten Bauern gewährleistet sein sollen.

## Konzept
Milcherzeuger, die in das Programm aufgenommen werden wollen, verpflichten sich auf strenge Produktionskriterien. Dazu zählen unter anderem der Verzicht auf gentechnisch verändertes Futter, eine artgerechte Fütterung der Tiere und die Umsetzung von Umweltschutzmaßnahmen auf den Höfen. Die Kühe erhalten zudem Futter mit mind. 50 % Grasanteil in der Ration. Ein Verstoß gegen diese Richtlinien führt zu einem zeitweiligen oder dauerhaften Ausschluss aus dem Programm. Die Milchbauern verzichten bei der Fütterung auf Futter aus Übersee und setzen Umwelt- oder Tierprojekte auf ihren Höfen um. Voraussetzung für die Teilnahme am Programm ist die Mitgliedschaft im Bundesverband deutscher Milchviehhalter (BDM). Des Weiteren muss jeder Teilnehmer eine definierte Zeit in Werbung investieren sowie einen finanziellen Startbeitrag leisten. Alle Milchbauern müssen zertifizierte Familienbetriebe führen.
Die faire Milch ist außerdem die erste konventionelle Milchmarke, die eine Begrenzung der Tierhaltung auf der Betriebsfläche vorsieht. So dürfen nicht mehr als 2,5 ausgewachsene Tiere pro Hektar Betriebsfläche gehalten werden.
Das Konzept sieht hinsichtlich der Preiskalkulation vor, dass 'von unten nach oben' kalkuliert wird. So gehen von jedem verkauften Liter Milch 40 Cent an die am Projekt beteiligten Milchbauern. Weitere Aufwendungen, wie Abfüllen, Verpackung, Transport und Handelsspanne ergeben den Verkaufspreis im Laden.
Die faire Milch ist eine H-Milch in den Fettstufen 1,8 % und 3,8 % und als laktosefreie Variante (1,8 %). Abgefüllt wird die Milch von einer Molkerei in Schlüchtern und in Nordrhein-Westfalen. Die Milch ist flächendeckend in verschiedenen Märkten und verschiedenen Bundesländern verfügbar. Außerdem sind Schokomilch und verschiedene Sorten Käse im Programm. Der Käse wird in einer Käserei in Bayern hergestellt.

## Markenauftritt

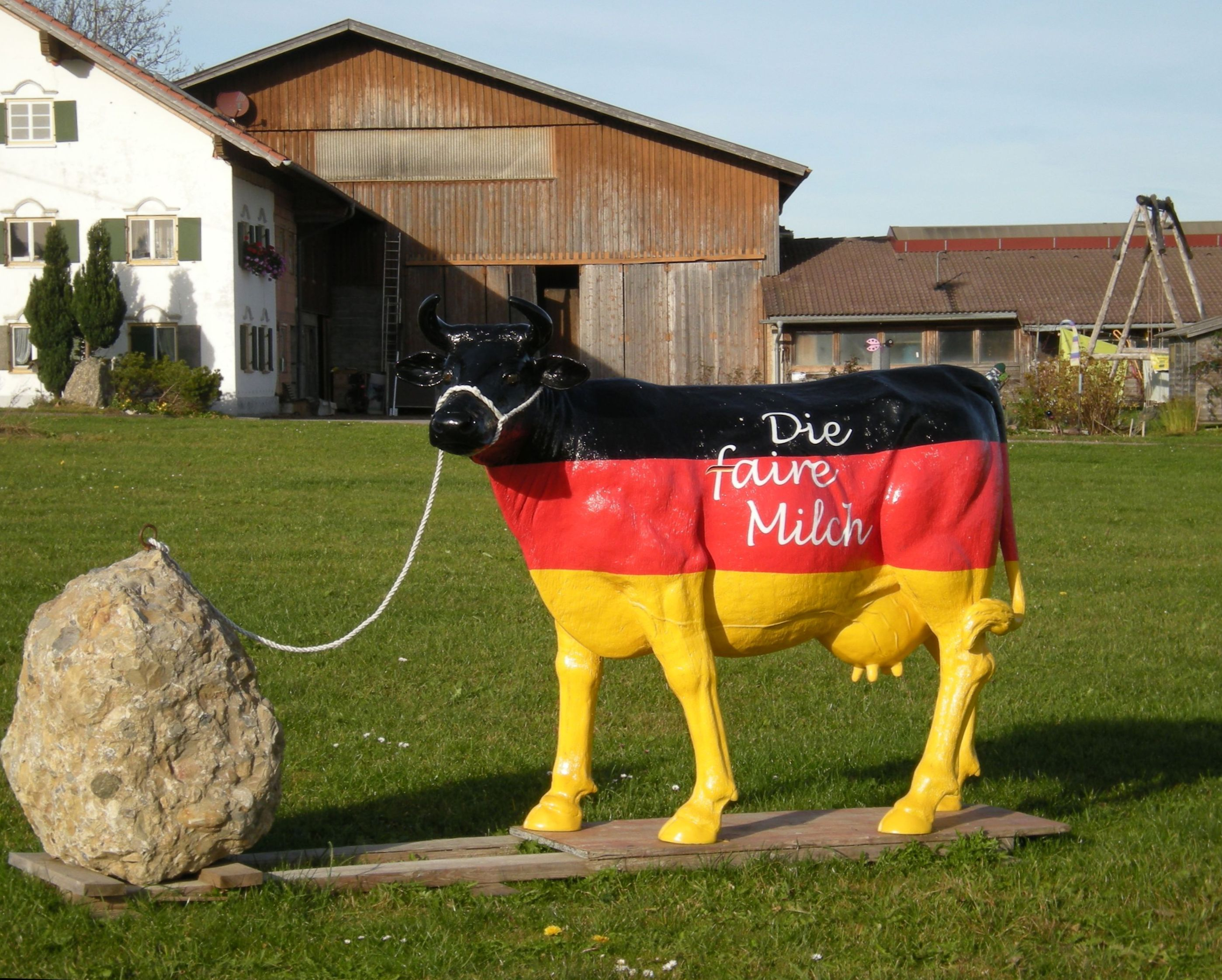
Kuh Faironika – Maskottchen und Logo-Tier von Die faire Milch

Die Markenkommunikation befördert den Begriff „Die faire Milch“ zusammen mit einem schwarz-rot-goldenen Design. Dazu gehört das Maskottchen und Logo-Tier „Faironika“, eine schwarz-rot-golden gefärbte Kuh. Diese Kuh kam in der Vergangenheit als lebensgroße Plastikvariante bei Demonstrationen der Milchbauern zum Einsatz und wurde überregional bekannt.

## Geschichte
Die faire Milch war zunächst als Kommunikationskonzept ins Leben gerufen worden. Ab 2010 sollte sie auch als Produktmarke etabliert werden. Nach langer Suche erklärte sich schließlich eine Molkerei in Südhessen bereit, die Milch zu verarbeiten und abzufüllen. Die Upländer Bauernmolkerei im hessischen Willingen leistete Starthilfe. Rewe und Tegut nahmen sie schließlich ins Sortiment auf. Ab 2010 war die Milch zunächst in 300 Tegut- und 1200 Rewe-Filialen in den Bundesländern Bayern, Baden-Württemberg und Hessen erhältlich. Ende 2010 weitete Rewe sein Angebot auf Nordrhein-Westfalen für dann insgesamt rund 2000 Rewe-Filialen aus. Die Jahresmenge betrug damals nach Schätzungen der in dieser Zeit zuständigen Vermarktungsgesellschaft „Milchvermarktungs-GmbH Süddeutschland (MVS)“ 10.000 Tonnen.
Zum 1. April 2012 kündigte die Milcherzeugergemeinschaften (MEG) Abensberg 2,5 Mio. kg Milchlieferung wegen der niedrigen Erlöse bei der MVS, da weniger als 20 % der erfassten Menge über Die faire Milch vermarktet werden konnte. Die Auflagen für die Faire Milch führte bei den Betrieben zu höheren Produktionskosten für die erzeugte Milch. Die Bauern bekamen hingegen nur den Basispreis. Anfang August 2012 stellten die Milchbauern in NRW ihre Lieferungen ein. Ende 2012 kam es wegen juristischer Auseinandersetzungen mit der ehemaligen Vermarktungsgesellschaft MVS zu einem Verkaufsstopp bei REWE und Tegut. Seit Ende 2012 ist die DFM Vermarktungs GmbH (DFM) aus Grefrath Markeninhaber der fairen Milch.
2020 waren etwa 80 Erzeuger als Programmteilnehmer registriert.

## Kritik und Gerichtsverfahren
Verbraucherschützer kritisierten 2010, das Produkt sei weder regional noch „fair“ erzeugt. Die Wettbewerbszentrale klagte vor dem Landgericht Landshut, weil sie in der Bezeichnung „Faire Milch“ eine Verbrauchertäuschung sah. Nur diejenigen 25 % der Milchmenge, die in der Produktaufmachung verkauft werden kann, werden mit 40 Cent entlohnt. Somit würden 75 % der gelieferten Milch nicht entsprechend hoch vergütet. Das Oberlandesgericht München hat mit dem Urteil vom 1. März 2012, Az. 6 U 1738/11 entschieden, dass die Milch weiter unter der Bezeichnung „Die faire Milch“ angeboten werden darf. Entscheidend sei, dass die Erzeuger für jeden Liter Milch, der als „Die faire Milch“ abverkauft werde, 40 Cent erhalten. Dies sei der Fall, auch wenn nicht für jeden von den Bauern abgelieferten Liter Milch dieser Preis bezahlt wird. Die Aussage „kommt ausschließlich von Höfen aus Ihrem Bundesland“ beurteilte das Gericht hingegen als irreführend.
Auf Druck der Wettbewerbszentrale mussten im Jahr 2010 die Werbeaussagen bezüglich der regionalen Herkunft und des Gehaltes an Omega-3-Fettsäuren korrigiert werden.
Die Zeitschrift Ökotest kommt in der Ausgabe 8/2012 zu dem Ergebnis, „Die faire Milch“ sei unfair, da die Betreiber keinerlei Auskunft über die Überwachung der Auszahlung des ausgelobten Preises geben, noch, ob es einen garantierten Mindestpreis für die Bauern gibt.
Unter der Vermarktung der DFM GmbH sind derartige Vorwürfe nicht mehr gegen die faire Milch erhoben worden.

## Die faire Milch in Europa
Die faire Milch wird derzeit auch Belgien, Luxemburg, Frankreich und Italien angeboten. Im niederländischen Einzelhandel wird das dortige Produkt seit Juni 2012 nicht mehr gelistet, nachdem wegen mangelnder Wirtschaftlichkeit die Abfüllung eingestellt worden war. Die belgische Genossenschaft Faircoop, Vermarkter des Labels Fairebel bietet seit April 2015 auch zwei fair gehandelte Käsesorten an.

### Österreich
In Österreich wurde die 2006 gegründete Bauerngenossenschaft A faire Milch Mitglied, das Projekt wurde 2020 eingestellt.

### Schweiz
2017 wurde in der Schweiz die Genossenschaft Faire Milch Säuliamt gegründet. Di fair Milch Säuliamt wird in den Volg-Läden im Säuliamt und in Hofläden in der Region vertrieben.
2018 wurde in der Romandie die Genossenschaft Die Faire Milch gegründet. Die Milchprodukte (Milch, Kaffeerahm, Käse, Fertigkäsefondue) werden unter dem Label Faireswiss vertrieben. Im September 2019 hat Manor Faireswiss-Produkte ins Sortiment aufgenommen. Abgefüllt wird die Faireswiss-Milch von Cremo. Seit Juni 2020 ist die Faireswiss-Milch auch bei den Spar-Märkten erhältlich und seit April 2024 in rund einem Drittel der Filialen von Aldi Suisse. Im Februar 2021 hat die Migros in der Romandie einen Test mit der fairen Milch in acht Filialen gestartet. Da Migros aber schweizweit auf IP-Suisse-Wiesenmilch umstellte, wurde sie wieder aus dem Sortiment genommen.